# L'armata del metallo
L'armata del metallo è il secondo album in studio del gruppo musicale Gli Atroci.

## Tracce
1. L'avvento (parte II) - 1:28
2. Fratelli nella fede - 4:02
3. Il gattino Fufi - 0:48
4. La zincatura - 3:40
5. Volevo un taglio semplice - 3:48
6. Sette uomini - 2:35
7. La consegna delle tavole - 1:04
8. I dieci metallamenti - 4:06
9. Lasciala stare - 3:47 (Pezzali, Repetto, Guarniero, Peroni) (883 cover)
10. Ragazzi a pezzi - 4:32
11. Le megere - 0:54
12. Nemico dell'igiene - 4:51
13. Vedi Gli Atroci e poi muori - 2:45
14. Pezzi di panza (Featuring Pino Scotto) - 4:11
15. Il mago crisantemo - 1:11
16. Italo Porcu - 4:29
17. La fuga (parte II) - 0:34
18. Quel mazzolin di borchie - 1:35
19. Che musica ti piace? - 0:35

## Formazione
- Il Profeta - voce
- La Bestia Assatanata - chitarra
- L'Orrendo Maniscalco - basso
- Il Lurido Cavernicolo - batteria
- Il Professor Tetro - tastiera
- Il Boia Malefico - cori, voce su Nemico dell'igiene
- Il Nano Merlino - cori